# Chlorissa exsoluta
Chlorissa exsoluta är en fjärilsart som beskrevs av Louis Beethoven Prout. Chlorissa exsoluta ingår i släktet Chlorissa och familjen mätare. Inga underarter finns listade i Catalogue of Life.